# Michael Naimark
Michael Naimark es un artista, inventor y estudioso de la realidad virtual y el arte de los nuevos medios. Es conocido por su trabajo en el ámbito de los mapas de proyección, los viajes virtuales, el vídeo global en directo y la preservación de la cultura, y a menudo se refiere a este cuerpo de trabajo como "representación de lugares".
Naimark ha obtenido 16 patentes relacionadas con las cámaras, la visualización, la háptica y el directo, y su trabajo se ha visto en más de 300 exposiciones de arte, festivales de cine y presentaciones en todo el mundo. En 2002 recibió el Premio Mundial de Tecnología para las Artes.
Desde 2009, Naimark ha sido profesor del Programa de Telecomunicaciones Interactivas de la Universidad de Nueva York, de la Escuela de Artes Cinematográficas de la USC y del MIT Media Lab.
En 2015, Naimark fue nombrado el primer "artista residente" de Google en su nueva división de RV.
Naimark trabaja como productor independiente y consultor en el edificio Zoetrope de Francis Coppola en el centro de San Francisco.
Para el otoño de 2017, Naimark aceptó un nombramiento como profesor visitante de artes en la NYU de Shanghái, para enseñar los "fundamentos" de VR / AR y aprender sobre VR / AR en China. En la primavera de 2018, Michael publicó "todo lo que sé" sobre VR / AR en seis lecturas de ~15 minutos.

## Biografía
Naimark ayudó a fundar varios laboratorios de investigación destacados, como el MIT Med
ia Laboratory (1980), el Atari Research Lab (1982), el Apple Multimedia Lab (1987), Lucasfilm Interactive (1989) e Interval Research Corporation (1992). En el MIT, Naimark ayudó a crear el Aspen Movie Map, un proyecto hipermedia.
Las obras de Naimark están incluidas en las colecciones permanentes del American Museum of the Moving Image de Nueva York, el Exploratorium de San Francisco y el ZKM | Center for Arts and Media de Karlsruhe (Alemania). Sus instalaciones a gran escala incluyen salas de estar proyectadas y pintadas de blanco y salas estereopanorámicas con suelos giratorios.